# Karsspor
Karsspor is een Turkse voetbalclub en boksclub uit Kars.
De club is opgericht in 1967 en heeft nog nooit in de hoogste voetbaldivisie van Turkije gespeeld namelijk de Super Lig.

## Geschiedenis
Karsspor is ontstaan in 1967. De Turkse club had niet de goede motivatie en werd toen dus gesloten. In 1995 werd een nieuwe club opgericht, met de naam Kars Köy Hizmetleri Spor Kulübü. De groen-witte club besloot daarna toch weer de naam Karsspor aan te nemen. De club die vanaf het seizoen 1995-1996 in amateurcompetities speelde, ging vanaf het seizoen 2004-2005 in de derde hoogste professionele competitie spelen van Turkije namelijk Türkiye Futbol Federasyonu 3. Lig. In het seizoen 2007-2008 ging Karsspor naar Türkiye Futbol Federasyonu 2. Lig door op 4 mei 2008 Aksarayspor thuis met 2-1 te verslaan. In het seizoen 2008-2009 is Karsspor als derde geëindigd in 4.Klasman grubu.